# Sint-Rozakerk (Sibbe)
De Sint-Rosakerk of Sint-Rosa de Limakerk is een kerkgebouw in Sibbe in de Nederlands Zuid-Limburgse gemeente Valkenburg aan de Geul. De parochie van deze kerk omvat zowel Sibbe als het buurdorp IJzeren. De kerk is gewijd aan heilige Rosa en is een rijksmonument.
De Sint-Rozakapel elders in het dorp is eveneens aan deze heilige gewijd.

## Ligging
De kerk ligt aan de weg van Scheulder naar Vilt of Bemelen, de Sibberkerkstraat. Voor de kerk ligt een klein pleintje en verder wordt de kerk omsloten door woningen.

## Geschiedenis
Tot 1844 hoorde Sibbe samen met het naburige IJzeren tot de parochie Oud-Valkenburg. Hier bevond zich ook de kerk, de uit de middeleeuwen daterende Johannes de Doperkerk. Deze kerk werd in 1779 gesloten wegens bouwvalligheid, waarna de kerkdiensten noodgedwongen plaats vonden in de parochiekerk van Schin op Geul. In 1782 droeg pastoor Damoiseaux enige tijd missen op in een schuur in Sibbe, omdat Oud-Valkenburg en Schin op Geul voor veel Sibbenaren te ver was. De inwoners van Sibbe-IJzeren maakten zich in die tijd tevergeefs sterk voor een nieuwe parochiekerk in hun dorp, dat qua inwonertal veel groter was dan Oud-Valkenburg.
Na de komst van de Fransen in 1794 weigerde pastoor Damoiseaux de eed van haat tegen het koningschap af te leggen en mocht daardoor niet langer zijn ambt uitoefenen. In de Sibbergroeve werd een kapel voor de eredienst ingericht, die tot 1799 in gebruik was. Na het vertrek van de Fransen in 1814 ging de discussie over een nieuw kerkgebouw in Sibbe verder. In 1819 maakte de Maastrichtse architect Mathias Soiron een begroting voor een nieuwe kerk en pastorie, maar het plan ging ondanks financiële toezeggingen van de bevolking van Sibbe niet door.
Nadat in 1842 opnieuw een ontwerp, ditmaal van Jean Dumoulin uit Maastricht, als te duur terzijde was geschoven, werd een jaar later op een centraal punt in het dorp begonnen met de bouw van een kleine zaalkerk of kapel. Het huidige schip van mergelsteen is hiervan nog een overblijfsel. Bouwmeester was H. Vandenberg uit Susteren, maar vermoedelijk betrof het een van de eerdere ontwerpen van Soiron of Dumoulin. Op 9 november 1845 werd de nieuwe kerk ingewijd. In 1851-52 werd de rectoraatswoning (de huidige pastorie) gerealiseerd. In 1868 kwam de mergelstenen toren tot stand, waarvan de torenspits na een blikseminslag in 1890 geheel vernieuwd moest worden.
In 1927 werd de kerk uitgebreid met een transept en werd het oude priesterkoor vervangen door een nieuwe neoromaanse oostpartij, naar ontwerp van J. Beurskens uit Sittard. In hetzelfde jaar werd aan de achterzijde van de kerk een Heilig Hartbeeld geplaatst. Pas in 1948 werd de kerk door de toenmalige bisschop Lemmens van Roermond verheven tot zelfstandige parochiekerk.

## Beschrijving
Het kruisvormige gebouw is opgetrokken met gezaagde mergelblokken en bestaat uit een vlakopgaande zuidwesttoren met ingesnoerde torenspits, een eenbeukig schip, een transept en een halfrond gesloten koor met apsis. Het dak is gedekt met zadeldaken met leien en de kerk heeft romaanse rondboogvensters. Van binnen heeft het schip een tongewelf van mergel dat begin jaren 1970 met houten latwerk is bekleed. Het gewelf is enkele jaren geleden onder leiding van de pastoor beschilderd als een blauw firmament met de noordelijke sterrenhemel. De kerk is rijk versierd met glas-in-loodramen, beelden en muurschilderingen in het koor en in de beide transepten.

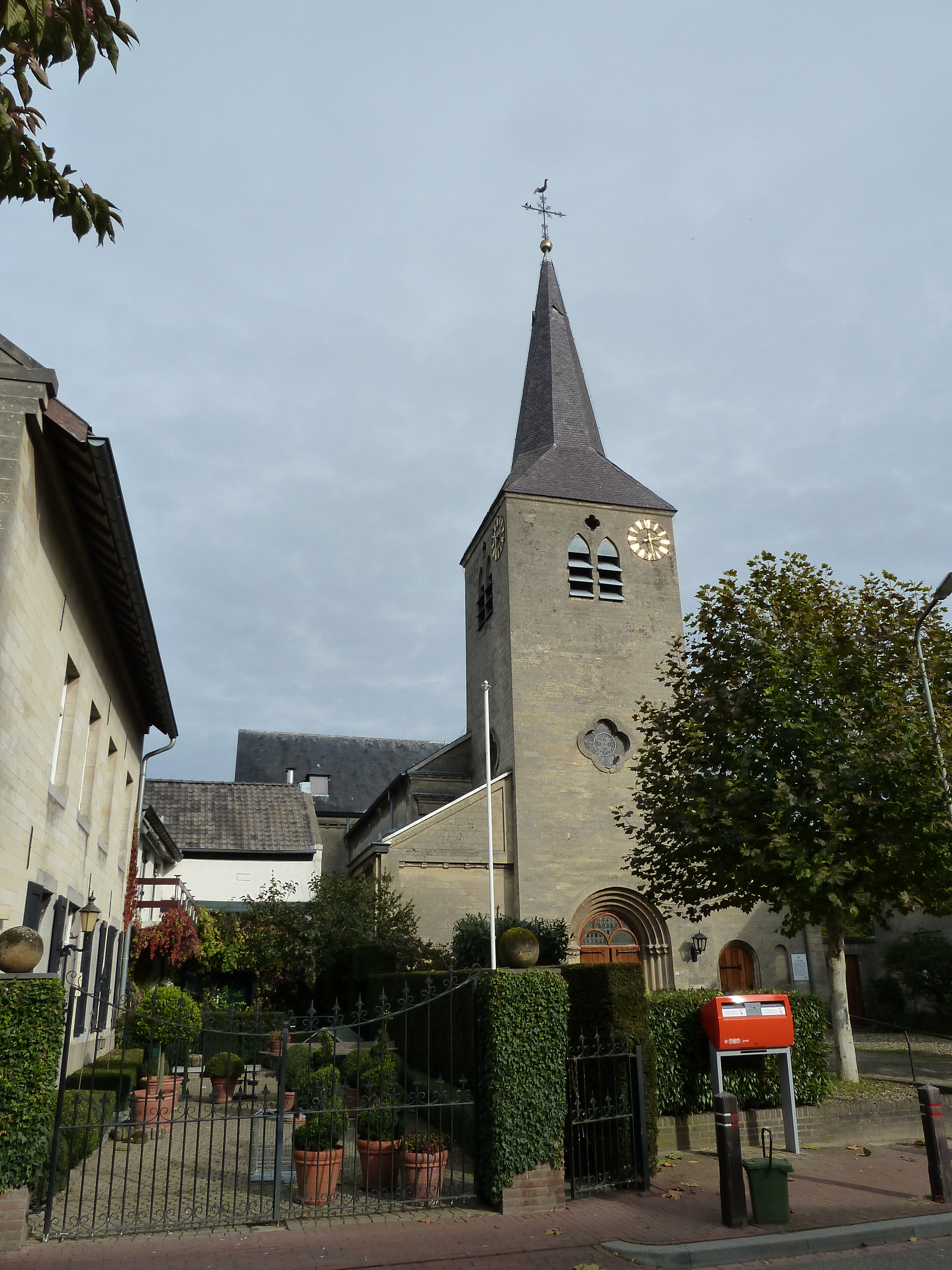
Voorpleintje en kerktoren
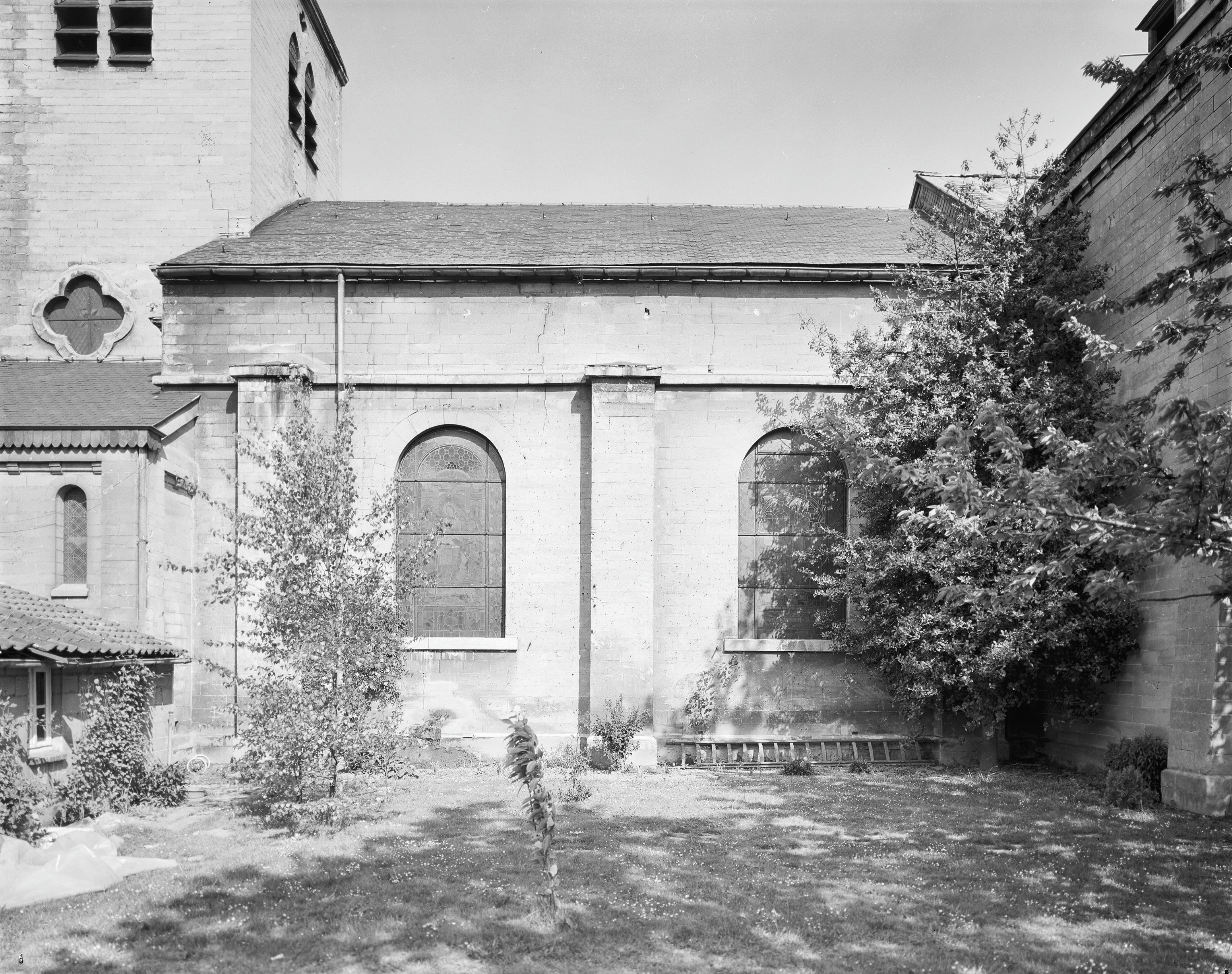
Deel van de kerk uit 1844.
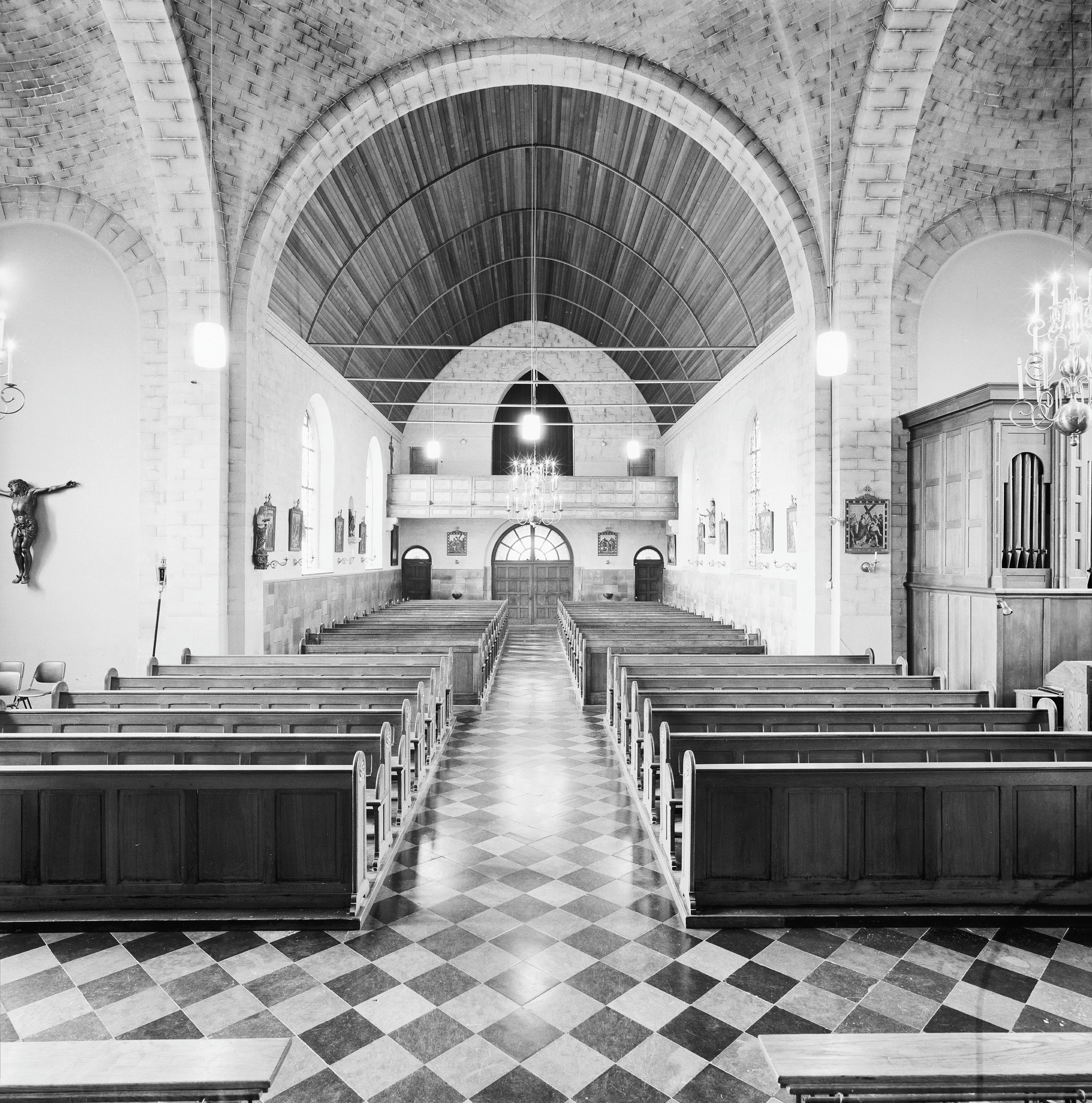
Interieur naar het westen
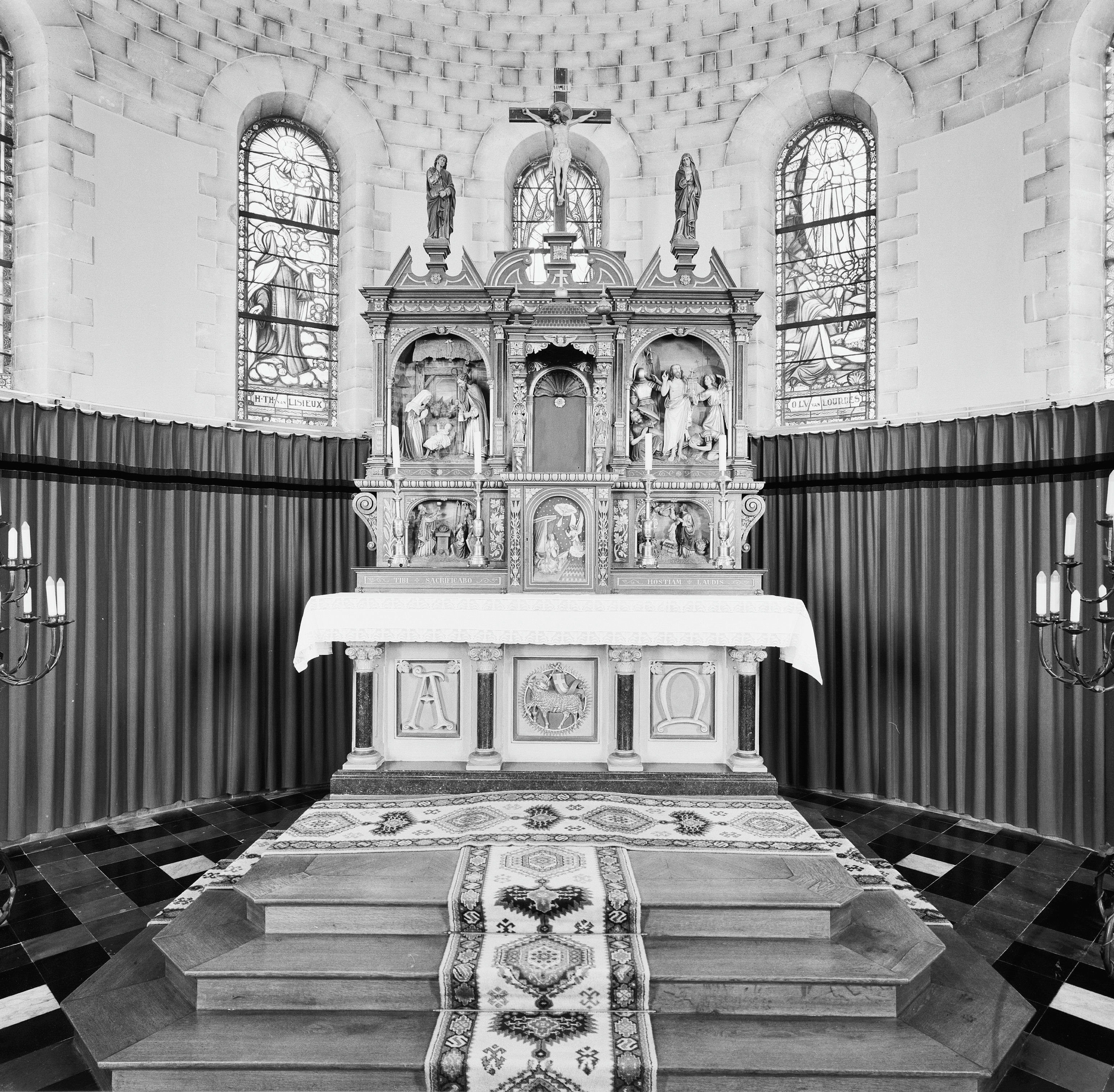
Priesterkoor en hoogaltaar